# Góry Strażowskie
Góry Strażowskie (514.42; słow. Strážovské vrchy) – rozległa grupa górska w północno-zachodniej Słowacji, w regionie Dolina Wagu. Należy do Łańcucha Małofatrzańskiego w Centralnych Karpatach Zachodnich.
Góry Strażowskie leżą między Białymi Karpatami i rzeką Wag od strony północno-zachodniej i zachodniej, pasmem Jaworników od północy, Małą Fatrą od wschodu, pasmem Ptacznika i rzeką Nitra od południa oraz Górami Inowieckimi od południowego zachodu. Najwyższy szczyt to Strážov (1213 m n.p.m.), inne wyższe szczyty to Vápeč (956 m n.p.m.), Baske (955 m n.p.m.), Ostrý (708 m n.p.m.) i Rokoš (1010 m n.p.m.) na południowym krańcu pasma.
Z punktu widzenia geomorfologii słowaccy geografowie dzielą Góry Strażowskie na 4 mniejsze jednostki::
- Zliechovská hornatina
- Nitrické vrchy
- Trenčianska vrchovina
- Malá Magura

Północną część Gór Strażowskich stanowią Sulowskie Wierchy, ze szczytami Veľký Manín (891 m n.p.m.), Žibrid (867 m n.p.m.), Brada (816 m n.p.m.) i Roháč (803 m n.p.m.), przez słowackich geografów wyróżniane jako osobna grupa górska.
W masywach, budowanych skałami węglanowymi, występują różne zjawiska krasowe. Wśród nich są jaskinie krasowe, których liczba wg różnych źródeł może wahać się od 300 do 500. Do najbardziej znanych należy Pružinská Dúpna jaskyňa, udostępniona w ograniczonym zakresie do zwiedzania, a także znana od dawna Šarkania diera. Największym jest natomiast zespół połączonych jaskiń Četníkova svadba - Strážovská priepasť w masywie Strážova, o łącznej długości korytarzy ponad 1300 m.
W Górach Strażowskich występuje wiele ciepłych źródeł, które przyczyniły się do powstania znanych uzdrowisk, takich jak Trenczyńskie Cieplice czy Rajeckie Cieplice.
W rejonie Gór Strażowskich położone są następujące większe miejscowości: Trenczyn, Powaska Bystrzyca, Rajec, Prievidza i Bánovce nad Bebravou.
Większa część Gór Strażowskich objęta jest ochroną w ramach Obszaru Chronionego Krajobrazu Gór Strażowskich.

## Bibliografia

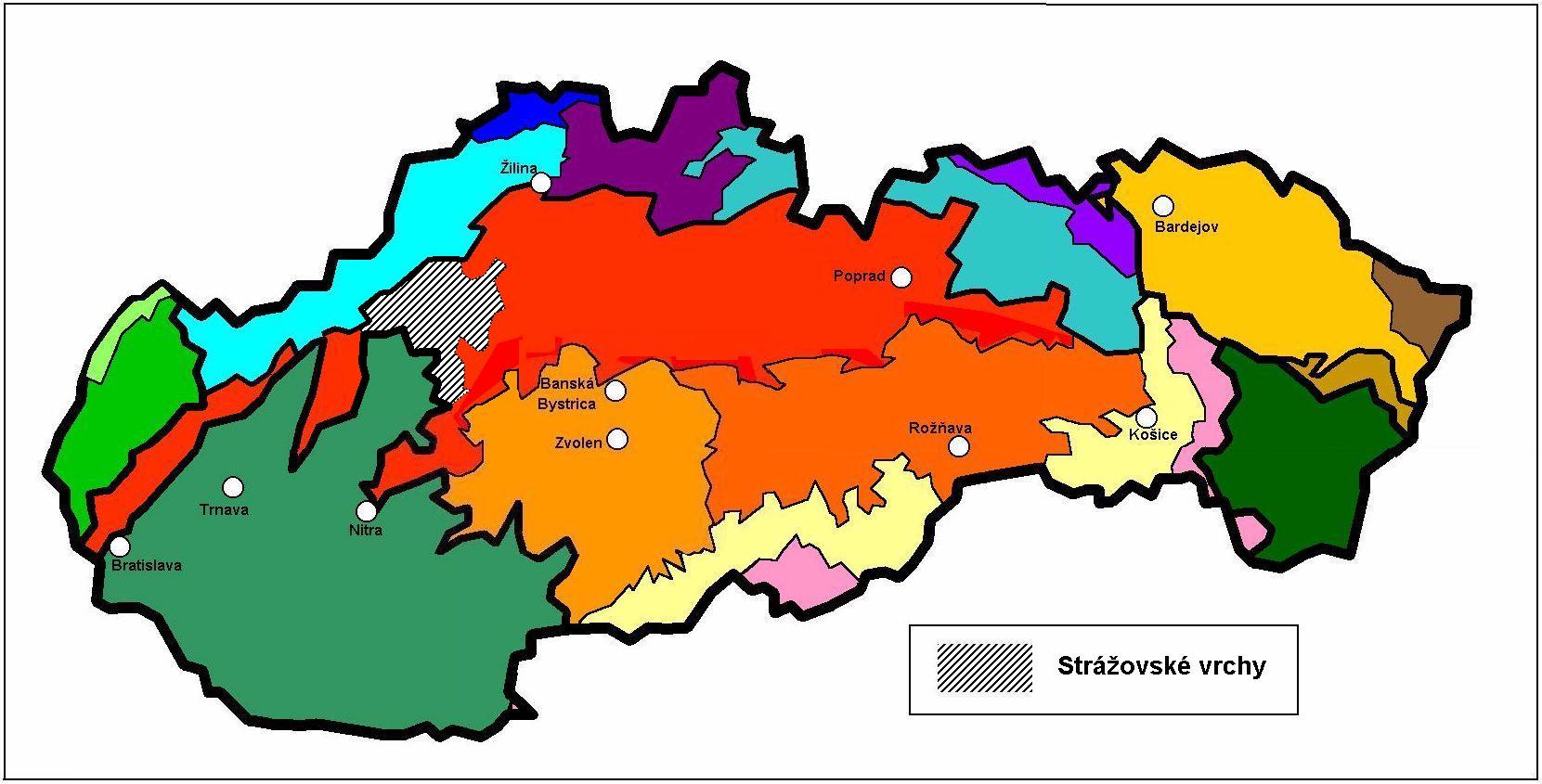
Położenie gór